# U-19-Fußball-Europameisterschaft 2010
Die Endrunde der 26. U-19-Europameisterschaft fand vom 18. bis 30. Juli 2010 in Frankreich statt, der Titelverteidiger Ukraine war allerdings nicht für die Endrunde qualifiziert. Europameister wurde Frankreich mit einem 2:1-Sieg über die Junioren von Weltmeister Spanien.

## Qualifikation
Die erste Qualifikationsrunde begann am 23. September 2009 und wurde am 18. November 2009 abgeschlossen. Die Eliterunde begann am 14. April 2010 und endete am 31. Mai 2010.
Deutschland belegte in der Gruppe 6 hinter den Niederlanden (0:3; 23. Mai) und der Slowakei (1:2; 20. Mai) und vor Polen (4:1; 18. Mai) den dritten Tabellenplatz
Österreich und die Schweiz waren zusammen mit Serbien und Dänemark in einer ausgeglichenen Gruppe. Nach 2 Spielen hatten alle Teams 3 Punkte, so dass jede Mannschaft am letzten Spieltag noch die Chance auf die Qualifikation zur Europameisterschaft hatte. In einem dramatischen Spiel erkämpfte sich Österreich nach zweimaligem Rückstand einen 4:3-Sieg gegen Dänemark, was letztlich für Platz 1 reichte, da Serbien im Parallelspiel die Schweiz 4:2 besiegte.

## Teilnehmer
52 U-19-Nationalteams nahmen an der ersten Qualifikationsrunde teil. Gastgeber Frankreich war als einzige Mannschaft automatisch für die Endrunde gesetzt. Somit gab es sieben weitere Plätze an die sieben Gruppensieger der Eliterunde zu vergeben. Letztlich konnten sich folgende Mannschaften qualifizieren:
| - England - Frankreich (Gastgeber) - Portugal - Italien | - Niederlande - Spanien - Kroatien - Österreich |

## Austragungsorte
Die Endrundenspiele wurden in fünf Städten der westfranzösischen Region Basse-Normandie ausgetragen, nämlich in Bayeux (Stade Henry-Jeanne), Caen (Stade Michel-d’Ornano), Flers (Stade du Hazé), Mondeville (Stade Michel-Farré) und Saint-Lô (Stade Louis-Villemer).

## Vorrunde

### Gruppe A
| Pl. | Land        | Sp. | S | U | N | Tore    | Diff. | Punkte |
| --- | ----------- | --- | - | - | - | ------- | ----- | ------ |
| 1.  | Frankreich  | 3   | 2 | 1 | 0 | 010:200 | +8    | 07     |
| 2.  | England     | 3   | 1 | 1 | 1 | 004:400 | ±0    | 04     |
| 3.  | Österreich  | 3   | 1 | 0 | 2 | 003:800 | −5    | 03     |
| 4.  | Niederlande | 3   | 1 | 0 | 2 | 002:500 | −3    | 03     |

|                                |   |             |           |
| So, 18. Juli 2010 um 20:00 Uhr |   |             |           |
| Frankreich                     | – | Niederlande | 4:1 (2:0) |
| So, 18. Juli 2010 um 18:00 Uhr |   |             |           |
| Österreich                     | – | England     | 2:3 (0:2) |
| Mi, 21. Juli 2010 um 18:00 Uhr |   |             |           |
| Frankreich                     | – | Österreich  | 5:0 (1:0) |
| Mi, 21. Juli 2010 um 18:00 Uhr |   |             |           |
| Niederlande                    | – | England     | 1:0 (1:0) |
| Sa, 24. Juli 2010 um 18:00 Uhr |   |             |           |
| England                        | – | Frankreich  | 1:1 (0:0) |
| Sa, 24. Juli 2010 um 18:00 Uhr |   |             |           |
| Niederlande                    | – | Österreich  | 0:1 (0:0) |

### Gruppe B
| Pl. | Land     | Sp. | S | U | N | Tore    | Diff. | Punkte |
| --- | -------- | --- | - | - | - | ------- | ----- | ------ |
| 1.  | Spanien  | 3   | 3 | 0 | 0 | 007:200 | +5    | 09     |
| 2.  | Kroatien | 3   | 1 | 1 | 1 | 006:200 | +4    | 04     |
| 3.  | Portugal | 3   | 1 | 0 | 2 | 003:700 | −4    | 03     |
| 4.  | Italien  | 3   | 0 | 1 | 2 | 000:500 | −5    | 01     |

|                                |   |          |           |
| So, 18. Juli 2010 um 16:00 Uhr |   |          |           |
| Kroatien                       | – | Spanien  | 1:2 (1:0) |
| So, 18. Juli 2010 um 16:00 Uhr |   |          |           |
| Italien                        | – | Portugal | 0:2 (0:0) |
| Mi, 21. Juli 2010 um 15:00 Uhr |   |          |           |
| Spanien                        | – | Portugal | 2:1 (1:0) |
| Mi, 21. Juli 2010 um 16:00 Uhr |   |          |           |
| Kroatien                       | – | Italien  | 0:0       |
| Sa, 24. Juli 2010 um 16:00 Uhr |   |          |           |
| Portugal                       | – | Kroatien | 0:5 (0:3) |
| Sa, 24. Juli 2010 um 16:00 Uhr |   |          |           |
| Spanien                        | – | Italien  | 3:0 (2:0) |

Die drei Bestplatzierten der beiden Gruppen (Frankreich, Spanien, England, Kroatien, Österreich und Portugal) haben sich für die U-20-Fußball-Weltmeisterschaft 2011 in Kolumbien qualifiziert.

## Finalrunde

### Halbfinale
|                                             |   |          |           |
| Di., 27. Juli 2010 um 19:00 Uhr in Caen     |   |          |           |
| Frankreich                                  | – | Kroatien | 2:1 (1:1) |
| Di., 27. Juli 2010 um 16:00 Uhr in Saint-Lô |   |          |           |
| Spanien                                     | – | England  | 3:1 (2:1) |

### Finale
|                                         |   |         |           |
| Fr., 30. Juli 2010 um 19:00 Uhr in Caen |   |         |           |
| Frankreich                              | – | Spanien | 2:1 (0:1) |

## Schiedsrichter
- Gediminas Mažeika
- Alan Black
- Wladislaw Besborodow
- Markus Strömbergsson
- Stephan Studer
- Matej Jug

## Kader des Europameisters
(in Klammern: Verein, Zahl der Turniereinsätze/Zahl der erzielten Treffer)
- Tor: Abdoulaye Diallo (Stade Rennes, 5/0), Marc Vidal (FC Toulouse, 0/0)
- Abwehr: Gaëtan Bussmann (FC Metz, 1/0), Sébastien Faure (Olympique Lyon, 5/0), Timothée Kolodziejczak (Olympique Lyon, 5/0), Johan Marcial (SC Bastia, 1/0), Chris Mavinga (FC Liverpool, 4/0), Loïc Nego (FC Nantes, 5/0)
- Mittelfeld: Francis Coquelin (FC Lorient, 4/0), Gueïda Fofana (Le Havre AC, 4/0), Clément Grenier (Olympique Lyon, 3/0), Antoine Griezmann (Real Sociedad San Sebastián, 5/2), Enzo Reale (Olympique Lyon, 3/1)
- Angriff: Cédric Bakambu (FC Sochaux, 5/3), Gaël Kakuta (FC Chelsea, 5/2), Alexandre Lacazette (Olympique Lyon, 5/3), Gilles Sunu (FC Arsenal, 4/1), Yanis Tafer (Olympique Lyon, 3/1)
- Trainer: Francis Smerecki

## Mannschaft des Turniers
| Torhüter                | Abwehr                                                                                             | Mittelfeld                                                                                               | Stürmer                                                                        | Bester Spieler |
| ----------------------- | -------------------------------------------------------------------------------------------------- | --- | ------------------------------------------------------------------------------ | -------------- |
| Matej Delač Declan Rudd | Marc Bartra Nathaniel Clyne Chris Mavinga Loïc Nego Carles Planas Gernot Trauner Ricardo van Rhijn | Arijan Ademi Francis Coquelin Gueïda Fofana Sérgio Oliveira Zvonko Pamić Dean Parrett Oriol Romeu Thiago | Cédric Bakambu Jerson Cabral Antoine Griezmann Gaël Kakuta Keko Daniel Pacheco | Gaël Kakuta    |